# أبيلينو كورما
أبيلينو كورما كانوس (باللغة الفالنسية: Avel·lí Corma i Canós؛ مونكوفار، كاستيون، بلنسية، 15 ديسمبر 1951)  هو كيميائي إسباني، مؤسس ومدير سابق (1990-2010) لمعهد التكنولوجيا الكيميائية، وهو مركز أبحاث مشترك أُنشئ في عام 1990 من قبل جامعة بلنسية التقنية (UPV) والمجلس الأعلى للبحوث العلمية (CSIC)، ويقع مقره في حرم جامعة UPV. وقد حصل على جائزة أمير أستورياس للبحث العلمي في عام 2014.

## السيرة الذاتية
درس الكيمياء في جامعة بلنسية بين عامي 1967 و1973، ونال درجة الدكتوراه من جامعة كمبلوتنسيه في مدريد عام 1976. وقد أجرى أطروحة الدكتوراه تحت إشراف البروفيسور أنطونيو كورتيس أرويو في معهد التحفيز الكيميائي والبتروكيمياء (CSIC).
بعد عامين من الدراسة في قسم الهندسة الكيميائية بجامعة كوين في كندا، انضم عام 1979 إلى المجلس الأعلى للبحوث العلمية (CSIC) باحثًا. وفي عام 1987 أصبح أستاذًا باحثًا في المجلس ذاته. ومنذ عام 1990 وحتى 2010، تولى إدارة معهد التكنولوجيا الكيميائية، وهو مركز مشترك بين المجلس الأعلى للبحوث العلمية وجامعة بلنسية التقنية.
يعمل في مجال التصميم الجزيئي للمحفزات، وخاصة الزيوليتات، وفي تطوير عمليات تحفيزية مستدامة في مجالات تكرير الهيدروكربونات وإنتاج الوقود المخصص للمركبات انطلاقًا من مشتقات الكتلة الحيوية.
لقد نشر أكثر من 1,400 مقال في مجلات علمية محلية ودولية، وكتب ثلاثة كتب وعدة مراجعات علمية. وهو مؤلف لأكثر من مئتي براءة اختراع، يُستغل أكثر من عشرين منها تجارياً. كما يعمل بشكل منتظم كمراجع للكتب والمخطوطات العلمية لصالح العديد من الدوريات العلمية، وقد كان عضواً في اللجان التحريرية لعدد كبير من المجلات العلمية
.هو عضو في الأكاديمية الملكية للهندسة في إسبانيا، والأكاديمية الأوروبية، والأكاديمية الملكية للعلوم الدقيقة والفيزيائية والطبيعية في إسبانيا، والأكاديمية الوطنية للهندسة في الولايات المتحدة، وعضو في اللجنة التوجيهية لأهم المجلات العلمية في مجال التحفيز الكيميائي، وكذلك عضو في الجمعية الملكية في المملكة المتحدة.

## الجوائز
- الميدالية الذهبية من منتدى "الكيمياء والمجتمع" لمسيرته في البحث الكيميائي خلال الفترة 2001-2010.
- جائزة "روديا بيير-جيل دو جين" للعلم والصناعة (2010).
- جائزة "ميشيل بودارت" (2009)
- جائزة ميشيل بودارت (Michel Boudart Award) لعام 2009
- الميدالية الكبرى من أكاديمية العلوم الفرنسية (2011)
- [./Https://web.archive.org/web/20110727184239/http://www.premiodupont.org/c/corma.htm جائزة دوبون (1995)]
- الجائزة الوطنية للبحث العلمي "ليوناردو توريس كويبيدو (1995)[19]
- جائزة إيبردرولا للبحث في الكيمياء (1998)
- جوائز "جي. شياپيتا"، "هودري" و"ميشيل بودارت" لتقدم علم التحفيز من الجمعية الأمريكية للتحفيز (North American Catalysis Society)
- جائزة "الملك خاومي الأول" للتقنيات الجديدة
- جائزة "فرانسوا غولت" من الجمعية الأوروبية للتحفيز (1998)
- جائزة "الملك خاومي الأول" للتقنيات الجديدة (2000)
- الجائزة الأوروبية للتحفيز "فرانسوا غولت" (2001)
- جائزة بودارت للتقدم في علم التحفيز (2009)
- جائزة ألكسندر جائزة بريك من الجمعية الدولية للزيوليت (2004)
- الميدالية الذهبية من الجمعية الملكية الإسبانية للكيمياء (2005)
- الجائزة الوطنية للعلوم والتكنولوجيا في المكسيك (2006)
- جائزة "جي. أيه. سومورجاي" من الجمعية الكيميائية الأمريكية (2008)
- فون هومبولت للبحوث (2009)
- جائزة إيني (2010)[20]
- جائزة المئوية من الجمعية الملكية للكيمياء (2010)
- جائزة "روديا بيير-جيل دو جين" للعلم والصناعة (2010)[21]
- الميدالية الذهبية لمنتدى "الكيمياء والمجتمع" لمسيرة البحث في الكيمياء 2001-2010
- الميدالية الكبرى من أكاديمية العلوم الفرنسية (2011)
- جائزة البحث والاختراع من مؤسسة غارسيا-كابريثو (2012)
- جائزة أمير أستورياس للبحث العلمي والتقني (2014)[22]
- المحاضرة الـ48 لويليام ن. لايسي في معهد كاليفورنيا للتكنولوجيا (كالتيك) (2015)
- محاضرة ياكوبوس فان هوف 2015 في معهد تكنولوجيا العمليات بجامعة دلفت للتكنولوجيا (TU Delft) (2015)
- محاضرة هويت سي. هوتيل، معهد ماساتشوستس للتكنولوجيا (MIT) (2015)
- جائزة سبيرز التذكارية من الجمعية الملكية للكيمياء (2016)
- جائزة الصداقة من الحكومة الصينية (2017)
- ميدالية بليز باسكال في الكيمياء من الأكاديمية الأوروبية للعلوم (2018)[23]
- جوائز البحث العلمي من جامعة بوليتكنيكا دي فالنسيا: جائزة النشر الممتاز، جائزة المسيرة البحثية المتميزة في الكيمياء، وتكريم خاص لمسيرته البارزة ولكونه قدوة للباحثين الآخرين (2022)
- الجائزة الأولى "سانتياغو غريثوليا" للعمل المهني في مجال البحث العلمي (2022)
- جائزة "أنسسيلاوس: الفن والثقافة والاقتصاد والعلوم" من إقليم ريجيو كالابريا – جائزة "مواطنة أوروبا" (2021)
- عضو شرف في الأكاديمية الملكية للطب في مجتمع فالنسيا (2021)
- جائزة المخترع الأوروبي – إنجاز مدى الحياة (2023)
- جائزة مؤسسة BBVA "حدود المعرفة" (2024)، في فئة العلوم الأساسية، تقديراً لدوره في دفع التقدم الأساسي في مجال التحفيز الكيميائي، مما أتاح التحكم في التفاعلات الكيميائية وتسريعها للحصول على منتجات في العديد من العمليات الصناعية، مع تحسين الكفاءة وتقليل استهلاك الطاقة.[24]

حصل على وسام الاستحقاق المدني من إسبانيا (2002). في يونيو 2015، تم تكريمه بمنحه ميدالية جامعة بوليتكنيكا دي فالنسيا.
في عام 2014، اختارته مجلة Quo، بالتعاون مع المجلس الأعلى للبحوث العلمية والمجلس الأعلى للرياضة، ضمن أول "منتخب إسبانيا للعلم"، الذي ضم ثلاثة عشر عالِمًا إسبانيًا بارزين على المستوى الدولي.

## الدكتوراه الفخرية
- جامعة ولبة– إسبانيا (2023).
- جامعة شلمنقة– إسبانيا (2021).
- جامعة سان أنطونيو أباد الوطنية في كوسكو، بيرو (2019).
- جامعة بول ساباتييه– فرنسا (2019).
- جامعة قرطبة– إسبانيا (2018).
- جامعة كانتابريا– إسبانيا (2016).
- جامعة خاين– إسبانيا (2015).
- جامعة بوخارست– رومانيا (2014).
- جامعة دلفت للتكنولوجيا (TU Delft).– هولندا (2013).
- جامعة أوتاوا– كندا (2012).
- جامعة أليكانتي– إسبانيا (2010).
- كلية الكيمياء والكيمياء الحيوية في جامعة الرور في بوخوم– ألمانيا (2010).
- جامعة فالنسيا– إسبانيا (2009).
- جامعة خاومي الأول– إسبانيا (2008).
- جامعة ميونيخ التقنية (Technische Universität München)– ألمانيا (2008).
- الجامعة الوطنية للتعليم عن بُعد (UNED)– إسبانيا (2008).
- جامعة أوتريخت– هولندا (2006).
- دكتور فخري من جامعة دوم تشيرش في أوتريخت
- دكتور فخري من الجامعة التقنية في ميونيخ (Technische Universität München – ألمانيا)
- دكتور فخري من جامعة بوخوم (Ruhr-Universität Bochum – ألمانيا، 2010)
- دكتور فخري من الجامعة الوطنية للتعليم عن بُعد – UNED (إسبانيا، 2008)
- دكتور فخري من جامعة خاومي الأول في كاستيون (Universitat Jaume I – إسبانيا، 2008)
- مندوبية المجلس الأعلى للبحوث العلمية (CSIC) في مجتمع فالنسيا
- عضو في الجمعية الملكية البريطانية (2012)
- دكتور فخري من جامعة دلفت للتكنولوجيا (2013)
- جائزة البحث والاختراع من مؤسسة غارسيا-كابريريزو (2012)
- دكتور فخري من جامعة بوخارست (2014)
- الجوائز ودرجات الدكتوراه الفخرية